# Guasimal
Guasimal is een dorp (consejo popular) in de Cubaanse provincie Sancti Spíritus.
Het dorp heeft ongeveer 4500 inwoners en in de buurt van het dorp had Che Guevara zijn eerste guerrillakamp. Op 4 november 2010 vond nabij Guasimal de Aero Caribbean-vlucht 883-vliegramp plaats.